# 良い子の友と少國民の友
『良い子の友』（よいこのとも）と『少國民の友』（しょうこくみんのとも）は第二次世界大戦から被占領期の日本で発行されていた月刊誌。小学館の学年別学習雑誌が戦時統制により2誌に統合されたものであり、戦後の小学生に相当する国民学校生向けに小學館が編集・発行。
共に1942年2月に創刊され、低学年向けの『良い子の友』が1950年3月まで、高学年向けの『少國民の友』が1948年11月まで発行された。

## 略歴・概要
1941年（昭和16年）の国民学校令（昭和16年勅令第148号）に基づき、従来の尋常小学校・高等小学校・尋常高等小学校は、すべて国民学校とされた。これにしたがって、出版社の小学館は、学年ごとにタイトルを持っていたいわゆる「小学館の学年別学習雑誌」のタイトルをそれぞれ、学年ごとに『國民一年生』 - 『國民六年生』と改称した。
翌1942年（昭和17年）2月の太平洋戦争による「戦時統制」で、低学年向け「コクミン一年生・コクミン二年生」を統合改題した『良い子の友』、高学年向け「こくみん三年生・國民四年生・國民五年生」を統合改題した『少國民の友』との2誌に統合されたことで、創刊された。通巻に関しては『良い子の友』は「コクミン一年生・コクミン二年生」の二冊が同じ巻号数だったので継承、『少國民の友』は「こくみん三年生」の巻号数が継承された。この他、国民学校六年生以上中等学校一・二年生及青少年を対象とした『青少年之友』と国民学校六年生以上女学校一・二年生及勤労少女を対象とした『日本少女』が創刊され、園児及び学齢前の幼児向けに『幼稚園』（『ツヨイコヨイコ』へ改題）が出版されている。
戦後1946年（昭和21年）に、『小学一年生』 - 『小学六年生』が復刊したが、『良い子の友』は1950年（昭和25年）3月まで、『少國民の友』は1948年（昭和23年）11月まで発行され、それぞれ休刊となった。

## おもな執筆陣

### 良い子の友
山根一二三、志村つね平、武井武雄、村山知義、滝田要吉、中島章作、馬場のぼる、安井小弥太、山川惣治、丸木位里、島田啓三、黒崎義介、波多野完治、永松健夫、小松崎茂、稲葉健吉、長沢節、井口文秀、政岡憲三、小川未明、田中寿太郎、黒崎義介　長谷川町子　ほか

### 少國民の友
新美南吉、横山隆一、長崎抜天、小松崎茂、蕗谷虹児、清水崑、山川惣治、與田準一、北村小松、サトウハチロー、林芙美子、大原富枝、吉屋信子、井伏鱒二、下村湖人、壺井栄、坪田譲治、大佛次郎、武者小路実篤、北川冬彦ほか

## 関連事項
- 少国民

## 註
1. ↑  1949年4月28日内閣告示の「当用漢字字体表」による表記は『少国民の友』。
2. ↑  小学館の旧表記。
3. ↑  「国民学校」の項の記述を参照。
4. 1 2 3  「小学館の学年別学習雑誌」の項の記述を参照。